# لایل، لایل، کروکودیل
لایل، لایل، کروکودیل (انگلیسی: Lyle, Lyle, Crocodile) کتابی برای کودکان نوشته برنارد وابر است که اولین بار در سال ۱۹۶۵ منتشر شد. این کتاب، دنبالۀ خانه‌ای در خیابان ۸۸ شرقی است که در سال ۱۹۶۲ منتشر شد.
این کتاب دومین کتاب از مجموعه لایل کروکودیل است که زندگی لایل را دنبال می‌کند، کروکودیل ساکن شهر که در یک خانه قهوه‌ای ویکتوریایی با خانواده پریمز زندگی می‌کند.

## خط داستان
داستان از جایی شروع می‌شود که لایل و خانم پریم به خرید می‌روند و با همسایه خود آقای گرامپس برخورد می‌کنند. آقای گرامپس بداخلاق، لایل را آزاردهنده می‌بیند، چون لایل گربه‌اش، لورتا را می‌ترساند و او را به باغ‌وحش پرت می‌کند. هنگامی که لایل توسط دوست قدیمی خود آقای والنتی آزاد می‌شود، آن‌ها به خانه‌ای در خیابان ۸۸ برمی‌گردند، جایی که خانه آقای گرامپس را در آتش می‌بینند. لایل آقای گرامپس و لورتا را نجات می‌دهد، او قهرمان اعلام می‌شود و بنابراین اجازه می‌یابد در کنار پریم‌ها بماند و به گرمی توسط آقای گرامپس و لورتا پذیرفته می‌شود.

## اقتباس‌ها
یک اقتباس موزیکال متحرک از لایل، لایل، کروکودیل در ۱۸ نوامبر ۱۹۸۷ از اچ‌بی‌او پخش شد. این اقتباس ویژه همچنین بخشی از مجموعه کتاب‌های موزیکال اچ‌بی‌او است.
یک فیلم اقتباسی لایو اکشن/انیمیشن در ۷ اکتبر ۲۰۲۲ توسط سونی پیکچرز منتشر شد و به کارگردانی ویل اسپک و جاش گوردون ساخته شده است. مانند انیمیشن ویژه، این یک فیلم موزیکال است، با آهنگ‌هایی که توسط گروه ترانه‌سرایی پاسک و پل، که به عنوان تهیه‌کننده اجرایی نیز خدمت می‌کردند، برای این فیلم نوشته شده است. خواننده کانادایی، شان مندز، صداپیشگی لایل را برعهده دارد که نمی‌تواند صحبت کند اما می‌تواند آواز بخواند.